# Saito Takeshi (1979)
Takeshi Saito (sinh ngày 1 tháng 6 năm 1979) là một cầu thủ bóng đá người Nhật Bản.

## Sự nghiệp câu lạc bộ
Takeshi Saito đã từng chơi cho Montedio Yamagata.